# Takikawa

Takikawa (滝川市 Takikawa-shi?) este un municipiu din Japonia, prefectura Hokkaidō.